# 미국 사회민주주의자들
미국 사회민주주의자들 또는 사회민주주의자들, 미국(영어: Social Democrats, USA (SDUSA))은 미국의 사회민주주의 정치조직이다. 미국 사회당의 후신정당 중 하나이다.